# Villavieja
Villavieja è un comune della Colombia facente parte del dipartimento di Huila.
Il centro abitato venne fondato da Juan Alonso de la Torre nel 1550.